# لوتار اشپیگلبرگ
لوتار اشپیگلبرگ (آلمانی: Lothar Spiegelberg؛ زادهٔ ۲۷ اکتبر ۱۹۳۹) دوچرخه‌سوار اهل آلمان است. وی در بازی‌های المپیک تابستانی ۱۹۶۴ شرکت کرده است.